# Argyrotegium mackayi
Argyrotegium mackayi là một loài thực vật có hoa trong họ Cúc. Loài này được (Buchanan) J.M.Ward & Breitw. mô tả khoa học đầu tiên năm 2003.